# Лізниця
Лізниця, Лезниця (рос. Лезница) — річка в Україні, у Овруцькому районі Житомирської області, права притока Норині (басейн Прип'яті ).

## Опис
Довжина річки 10 км, площа басейну 24,6 км². Формується багатьма безіменними струмками та 2 загатами.

## Розташування
Бере початок на південному заході від села Прибитки в болоті Мощаниця. Тече на південний схід і в межах села Красилівка впадає в річку Норинь, притоку Ужа.

## Риби Лізниці
У річці водяться окунь, пічкур,плітка звичайна, бистрянка та верховодка.

## Цікавинка
- На південно-західній стороні від села Прибитки річку перетинає залізнична дорога[3].